# Communauté de communes du Lac d'Aiguebelette
La communauté de communes du Lac d'Aiguebelette est une communauté de communes française du département de la Savoie et la région Auvergne-Rhône-Alpes.

## Géographie
La communauté de communes se situe dans l'Avant-Pays savoyard autour du lac d'Aiguebelette à l'ouest de la chaîne de l'Épine qui elle-même se trouve à l'ouest du département de la Savoie. Elle est située en bordure du parc naturel régional de la Chartreuse inclusivement avec la commune d'Attignat-Oncin. Son altitude varie entre 280 mètres à Dullin et 1 434 mètres sur la commune de Marcieux.

## Histoire
La communauté de communes du Lac d'Aiguebelette a été créée par arrêté préfectoral du 31 décembre 1997 et possède dès le départ le statut de communauté de communes. Elle se composait de 9 communes à sa création. Lors de la dissolution du syndicat mixte pour l’aménagement du lac d’Aiguebelette (SMALA), la communauté de communes reprend en grande partie les compétences de ce dernier. La commune d'Attignat-Oncin a intégré la CCLA le 1er janvier 2008, portant le nombre de communes adhérentes à 10.

## Composition
La communauté de communes est composée des 10 communes suivantes :

| Nom                    | Code Insee | Gentilé        | Superficie (km2) | Population (dernière pop. légale) | Densité (hab./km2) |
| ---------------------- | ---------- | -------------- | ---------------- | --------------------------------- | ------------------ |
| Nances (siège)         | 73184      | Nanceyards     | 9,9              | 534 (2022)                        | 54                 |
| Aiguebelette-le-Lac    | 73001      | Gabellans      | 7,91             | 247 (2022)                        | 31                 |
| Attignat-Oncin         | 73022      | Oncinois       | 18,46            | 572 (2022)                        | 31                 |
| Ayn                    | 73027      | Aynsards       | 7,44             | 390 (2022)                        | 52                 |
| Dullin                 | 73104      | Dullinois      | 5,31             | 493 (2022)                        | 93                 |
| Gerbaix                | 73122      | Gerbelans      | 6,91             | 445 (2022)                        | 64                 |
| Lépin-le-Lac           | 73145      | Lépinois       | 5,11             | 466 (2022)                        | 91                 |
| Marcieux               | 73152      | Marciolans     | 4,4              | 237 (2022)                        | 54                 |
| Novalaise              | 73191      | Novalaisiens   | 16,26            | 2 243 (2022)                      | 138                |
| Saint-Alban-de-Montbel | 73219      | Saint-Albanais | 4,55             | 685 (2022)                        | 151                |

## Administration

### Présidents
| Période | Période  | Identité                     | Étiquette | Qualité                                                                        |
| ------- | -------- | ---------------------------- | --------- | ------------------------------------------------------------------------------ |
| 1998    | 2014     | Bernard Veuillet (1943-2017) | DVG       | Maire de Nances (1977 → 2017) Conseiller régional de Rhône-Alpes (1998 → 2004) |
| 2014    | 2020     | Denis Guillermard            | SE        | Maire de Novalaise (2008 → 2020)                                               |
| 2020    | 2024     | André Bois                   | SE        | Maire de Dullin (2008 → ) Démissionnaire                                       |
| 2024    | En cours | Pascal Zucchero              | SE        | Maire de Marcieux (2001 → )                                                    |

### Conseil communautaire
À la suite de la réforme des collectivités territoriales de 2013, les conseillers communautaires dans les communes de plus de 1000 habitants sont élus au suffrage universel direct en même temps que les conseillers municipaux. Dans les communes de moins de 1000 habitants, les conseillers communautaires seront désignés parmi le conseil municipal élu dans l'ordre du tableau des conseillers municipaux en commençant par le maire puis les adjoints et enfin les conseillers municipaux.
Les règles de composition d'un conseil communautaire ayant changé, celui-ci compte à partir de juin 2020 vingt-huit conseillers communautaires qui sont répartis comme suit :
| Nombre de conseillers | Communes                                                          |
| --------------------- | ----------------------------------------------------------------- |
| 9                     | Novalaise                                                         |
| 3                     | Attignat-Oncin et Saint-Alban-de-Montbel                          |
| 2                     | Aiguebelette-le-Lac, Ayn, Dullin, Gerbaix, Lépin-le-Lac et Nances |
| 1                     | Marcieux                                                          |

Le conseil communautaire élit un président et des vice-présidents. Ces derniers, avec d'autres membres du conseil communautaire, constituent le bureau. Le conseil communautaire délègue une partie de ses compétences au bureau et au président.
| Nom                 | Fonction | Qualité                                    |
| ------------------- | --- | ------------------------------------------ |
| André Bois          | Président | Maire de Dullin                            |
| Sandra Franconny    | 1re vice-présidente chargée du social                                                                                 | Adjointe au maire de Ayn                   |
| Serge Grollier      | 2e vice-président chargé du tourisme, de l'économie, de l'agriculture, du sport et de la Maison du lac                | Maire de Lépin-le-Lac                      |
| Patrick Rouland     | 3e vice-président chargé de l'environnement et du lac d'Aiguebelette                                                  | Adjoint au maire de Saint-Alban-de-Montbel |
| Frédéric Touihrat   | 4e vice-président chargé de la culture, de la communication et du projet de territoire                                | Maire de Ayn                               |
| Claude Coutaz       | 5e vice-président chargé des travaux, de services techniques ainsi que de la sécurité et de l'entretien des bâtiments | Maire de Aiguebelette-le-Lac               |
| Chistophe Veuillet  | 6e vice-président chargé des déchets, des procédures européennes et des finances                                      | Maire de Gerbaix                           |
| Thomas Ilbert       | Membre du bureau délégué à l'urbanisme                                                                                | Maire d'Attignat-Oncin                     |
| Pascal Zucchero     | Membre du bureau délégué à l'assainissement                                                                           | Maire de Marcieux                          |
| Jean-Paul Perriat   | Membre du bureau délégué aux mutualisations communales                                                                | Adjoint au maire de Nances                 |
| Marie-Lise Marchais | Membre du bureau déléguée aux mobilités et à la transition énergétique                                                | Adjointe au maire de Novalaise             |
| Claudine Tavel      | Membre du bureau | Maire de Novalaise                         |

### Compétences
Les compétences de la communauté de communes sont celles définies par la loi auxquelles s'ajoutent des compétences que les communes ont souhaité lui transférer et qui sont présentes dans ses statuts :
- Assainissement collectif et non collectif.
- Protection et mise en valeur de l’environnement et soutien aux actions de maîtrise de la demande d’énergie : gestion des zones naturelles et du patrimoine archéologique, portage des démarches contractuelles, gestion des Milieux Aquatiques et Prévention Inondation (GEMAPI), gestion des sentiers de randonnée, développement des outils de promotion, découverte, valorisation et sensibilisation au patrimoine naturel et archéologique.
- Politique du logement et de cadre de vie : étude et la réalisation d'opérations programmées d'amélioration de l'habitat (OPAH) ou autres opérations de même nature, étude et la mise en œuvre d’un programme local de l'habitat (PLH).
- Action sociale d’intérêt communautaire : gestion des structures multi-accueil petite enfance via la création d’un centre intercommunal d'action sociale (CIAS), création et gestion de maisons de services au public.

## Démographie
| 1968  | 1975  | 1982  | 1990  | 1999  | 2010  | 2014  | 2018  |
| ----- | ----- | ----- | ----- | ----- | ----- | ----- | ----- |
| 2 535 | 2 589 | 2 892 | 3 711 | 4 156 | 5 548 | 5 642 | 5 977 |